# Trisha Uptown
Trisha Uptown (Kentucky; 7 de agosto de 1979) es una actriz pornográfica y modelo erótica estadounidense.

## Biografía
Después de dejar a gran altura la escuela, ella se convirtió en una bailarina de estriptis trabajando en un club en Ohio. Luego de su progreso comenzó a posar para diversas compañías de Internet, y formó su sitio sologirl, TrishaUptown.com, en el cual ella continua, lo que hizo que más tarde se mudara para las películas. En el 2002 se le dio la oportunidad de estar en la película Las reglas de atracción. Su voz fue también usada en películas de anime para adultos Karakuri Ninja Girl. En junio de 2004, ella firmó un contrato de un año con la compañía de la película Don Goo, quien soltó su primera película de niña en la chica, Estudio Máximo Penoso : Las Perras de Trisha en noviembre del 2004. En la parte alta de la ciudad conquistó el Premio XBIZ para Web Babe del Año en 2009. En la parte alta de la ciudad también ha tenido el papel principal en algunos videos del fetiche, una cierta cantidad de lo más popular del cual son esos en los cuales ella estaba amarrada y torturada en cosquilleo (los gritos de más fuerte de risa y las súplicas para la misericordia fueron producidos como respuesta de sus axilas). También ha aparecido en revistas para adultos como Tabú,Club Internacional, Apenas Legal, Las Bataclanas y la Galería.Ella hace una exclusiva de sexo en la línea del juguete, y se llamó la Línea de Titanio de Trisha, distribuido por Placeres la Rachel,y en marzo del 2008 ella se convirtió en un portavoz para Industrias de Aventura, un distribuidor de productos de realidad sexual.